# Гриценко, Владимир Павлович
Владимир Павлович Гриценко (1929—1999) — первый секретарь Новоазовского райкома Компартии Украины (Донецкая область), Герой Социалистического Труда (08.12.1973).

## Биография
Родился 4 апреля 1929 года в селе Квитки Корсунь-Шевченковского района в крестьянской семье.
В 1949—1952 годах служил в армии. Затем находился на комсомольской работе в городе Шахтерске.
В 1962 г. окончил агрономический факультет Белоцерковского сельскохозяйственного института.
С 1965 г. второй, с 1966 г. первый секретарь Новоазовского райкома Компартии Украины (Донецкая область).
В 1973 году (08.12.1973) за большой личный вклад в развитие сельскохозяйственного производства удостоен звания Героя Социалистического Труда.
С августа 1991 года, когда райкомы были распущены — на пенсии.
Умер 29 июля 1999 года после тяжелой и продолжительной болезни.
Его именем названа улица в Новоазовске, на которой он жил.